# Peter Night Soul Deliverance
Peter Night Soul Deliverance est un groupe de rock français fondé en septembre 2002 sur la région de Beauvais.

## Biographie
Pierre Chevalier, ex-Jekylls, groupe ayant sorti plusieurs 45 tours et CD au cours des années 1990, forme Peter Night Soul Deliverance afin de mettre en pratique son art de la composition chèrement acquis au travers de nombreuses formations Rock & Pop au cours des années 80 et 90. Après diverses formations la colonne vertébrale du groupe se fixe sur Emmanuel "The Golden Fleece" Gyr à la batterie et Philippe "The Rev" Nicole (ex-King Size) à la basse qui ont une expérience de qualité. Le groupe enchaîne les concerts et les répétitions pendant 5 ans avant que Jean-Bernard "Bips" Bizzaro, ex-manager de Venice, ne les signe pour lancer son nouveau label High Jab Records.

## L'albumSeven
L'album Seven, écrit 7even par les fans, est enregistré dans l'urgence avec très peu de moyens. Mais le groupe a réalisé 7 titres courts au style jugé nerveux[réf. nécessaire]. Plusieurs critiques ont émis des jugements nettement positifs sur l'album. Le magazine Rock & Folk d'avril 2008 parle d'un « rock mod qui ne manque pas d'allure ». Pour l'écrivain-journaliste Philippe Lacoche du Courrier picard, Peter Night Soul Deliverance « tissent une toile harmonique irréprochable ». Jean-Luc Manet dans Les Inrockuptibles du 11/17 mars 2008 affirme que « sur les fondations des Jekylls et de King Size le groupe a concentré l'âme et les ficelles d'un savoir-faire avéré ».
Pierre « Peter Night » Chevallier l'a expliqué sur le Forum des ex-King Size :
« En ce qui concerne l'enregistrement, ainsi que les arrangements, les basics (guitare, basse et batterie) ont été réalisés à L'ouvre-boîte de Beauvais, sur la scène, le tout live, en une journée, puis les voix et les backing vocals le lendemain le tout sous l'égide d'Olivier, ingé son du Labo. Ensuite une ou deux semaines après nous avons prémixé les pistes afin de préparer les overdubs. Les overdubs (guitares, secondes voix, percu, piano et flûte) ont été effectués au studio de répétition puis le tout a été mixé par Manu (batteur) et moi sur une période d'environ un mois (car je revenais sans cesse sur certains détails). »
Le groupe prépare actuellement (en 2008) son second album.[Passage à actualiser]

## Discographie

### Albums
- 2008 : Seven